# Arthur Macalister
Arthur Macalister (1818 - 23 mars 1883) est le deuxième et par deux fois Premier ministre du Queensland, en Australie. 

## Biographie
Mcalister est né à Glasgow, en Écosse. Il émigre en Australie en 1850, et s'installe dans le district de Moreton Bay, qui fait alors partie de la Nouvelle-Galles du Sud. Il travaille comme avocat, prend part au mouvement en faveur de la séparation du Queensland de la Nouvelle-Galles du Sud et est élu représentant d'Ipswich au parlement de Nouvelle-Galles du Sud. Quand la nouvelle colonie du Queensland, est fondé en 1859, il est élu au premier parlement du Queensland. En mars 1862, il est nommé ministre de l'Agriculture dans le premier gouvernement Herbert et quand Herbert démissionne le 1er février 1866, il devient premier ministre. 
Son ministère ne dure que jusqu'au 20 juillet 1866, quand il doit démissionner en raison du refus du gouverneur, Sir George Bowen, d'autoriser un projet de loi rendant "non remboursables les dettes de l'état». Bowen appelle Herbert pour former un nouveau ministère qui fait immédiatement voter une loi autorisant l'émission de nouveaux bons du Trésor. Ce procédé provoque une crise financière provoquée par la faillite de la banque Masterman qui a organisé un emprunt pour financer l'extension du réseau de chemin de fer. 
Herbert doit partir pour l'Angleterre presque aussitôt après et Macalister redevient premier ministre, le 7 août 1866. Il démissionne un an plus tard et revient au gouvernement lorsque Charles Lilley devient premier ministre en novembre 1868, en devenant ministre de l'agriculture et des mines. Ce ministère démissionne en mai 1870 et en novembre Macalister est élu speaker. Il perd son siège de député en juin 1871, mais est réélu à Ipswich en 1873. Il forme son troisième gouvernement en janvier 1874 et démissionne en juin 1876 pour devenir représentant du Queensland, à Londres. Son état de santé se dégrade en 1881 et il démissionne de son poste. Il meurt à Glasgow le 23 mars 1883.